# محمد البروانی
محمد البروانی (انگلیسی: Mohammed Al Barwani؛ ۳۰ اکتبر ۱۹۵۱ ) کارآفرین و سرمایه‌دار اهل عمان است، که در سال ۱۹۸۷ شرکت اوشنکو را تأسیس کرد. وی همچنین در سال ۱۹۸۲ شرکت ام‌بی هلدینگ را نیز تأسیس کرد.